# ساؤول كرافيوتو
ساؤول كرافيوتو ريفيرو (بالإسبانية: Saúl Craviotto Rivero، ولد في 3 نوفمبر 1984، لاردة، برشلونة، إسبانيا) رياضي إسباني. يتنافس في رياضة كانو- كاياك (الكانوي)، يتخصص في سباق الكاياك الفردي (K1) والزوجي (K2).
حصل على الميدالية الذهبية في دورة الألعاب الأولمبية الصيفية 2008 في بكين، كما حاز على ثلاث ميداليات ذهبية في بطولات العالم للكانو كاياك، وعلى الميدالية الذهبية في بطولة أوروبا للكانو كاياك عام 2009.

## إنجازاته

### الألعاب الأولمبية الصيفية
- 2008 بكين  الصين:  ميدالية ذهبية في سباق الكاياك «كي 2» لمسافة 500 متر.
- 2012 لندن  المملكة المتحدة:  ميدالية فضية في سباق الكاياك «كي 1» لمسافة 200 متر.

### بطولة العالم للكانو كاياك (الكانوي)
- 2009 دارتموث  كندا:  ميدالية ذهبية في سباق الكاياك «كي 1» لمسافة 4×200 متر تتابع.
- 2009 دارتموث  كندا:  ميدالية فضية في سباق الكاياك «كي 2» لمسافة 200 متر.
- 2010 بوزنان  بولندا:  ميدالية ذهبية في سباق الكاياك «كي 1» لمسافة 4×200 متر تتابع.
- 2010 بوزنان  بولندا:  ميدالية فضية في سباق الكاياك «كي 2» لمسافة 200 متر.
- 2011 سزيغت  المجر:  ميدالية ذهبية في سباق الكاياك «كي 1» لمسافة 4×200 متر تتابع.

### بطولة أوروبا للكانو كاياك (الكانوي)
- 2008 ميلانو  إيطاليا:  ميدالية فضية في سباق الكاياك «كي 2» لمسافة 500 متر.
- 2009 براندنبورغ  ألمانيا:  ميدالية ذهبية في سباق الكاياك «كي 2» لمسافة 200 متر.
- 2010 كورفيرا دي أستورياس  إسبانيا:  ميدالية فضية في سباق الكاياك «كي 2» لمسافة 200 متر.
- 2010 كورفيرا دي أستورياس  إسبانيا:  ميدالية فضية في سباق الكاياك «كي 2» لمسافة 500 متر.